# مورگان لی فی (شخصیت کمیک)
مورگان لی فِی (به انگلیسی: Morgan le Fay) یک شخصیت خیالی ابرشرور در کتاب‌های کامیک منتشر شده توسط مارول کامیکس است. این شخصیت توسط نویسنده استن لی و طراح جک کربی با الهام از شخصیت مورگان لو فی در افسانه شاه آرتور خلق شده‌است؛ که برای اولین بار، در شمارهٔ ۱ از شوالیه تاریکی (Black Knight) در مه ۱۹۵۵ معرفی شد. این نسخه از این شخصیت به عنوان یک نیمه پری و هم‌نیای شاه آرتور اسطوره‌ای به‌شمار می‌رود.